# 津守
津守（つもり）は、大阪市西成区西部の地名である。本項では概ね同地域にかつて所在した西成郡津守村についても述べる。

## 概要
西成区の西部に位置し、南北は約4km、東西は約800mの南北に細長い地域である。現在の住所表示では、北津守1-4丁目、津守1-3丁目、南津守1-7丁目が存在する。
東端に阪神高速15号堺線が通り、また西端には木津川が流れている。地域の西部で木津川を挟んで大正区に、また地域の北部では浪速区、南部では住之江区にそれぞれ接している。
域内は木津川沿いを中心に工場が広がり、住宅地と工業地が混在した下町の地域となっている。また、南津守には郊外型商業施設のロードサイド店舗が林立している。

## 歴史
江戸時代に「津守新田」として開発された地域である。
明治時代に入り、この地域は現在の大正区や港区に当たる新田とともに西成郡川南村となった。1897年には大阪市の第一次拡張に伴って川南村の大半が大阪市に編入されたが、津守新田に当たる地域は大阪市に編入されずに津守村として独立した。
その後1925年に大阪市の第二次市域拡張に伴い、津守村も大阪市に編入され、近隣の今宮町・玉出町・粉浜村と共に西成区に属した。
当時の地名としては西成区津守町となった。また1943年には大阪市の区の変更により、北加賀屋町の一部と桜井町の一部を住吉区から西成区に編入した。また津守町のうち都市計画道路（現在の南港通）以南の地域が住吉区へ編入されている。
その後当時の津守町全体を東西に分けて津守町東・津守町西となった。1973年の住居表示実施により、北津守・津守・南津守の町名ができた。
- 1698年 - 津守新田の開発が始まる。
- 1888年 - 町村制の実施により、西成郡川南村となる。
- 1897年 - 大阪市の第一次市域拡張に伴い、川南村の大部分が大阪市に編入。このとき編入されなかった津守新田は津守村として独立。
- 1909年 - 尼崎紡績津守工場（後に大日本紡績木津川工場）が操業。
- 1925年 - 津守村が大阪市に編入。
- 1927年 - 阪堺電鉄（新阪堺）が開通。地域内を南北に縦断。（1944年、大阪市電阪堺線となる）
- 1940年 - 津守下水処理場の通水稼動。
- 1943年 - 大阪市の区の境界変更。
- 1968年 - 大阪市電阪堺線が廃止。
- 1973年 - 千本松大橋が開通。
- 1987年 - 西成公園が開園。
- 1998年 - 南津守中央公園が開園。
- 2000年 - 南津守さくら公園が開園。

## 津守の世帯数と人口
2024年（令和6年）3月31日現在の世帯数と人口は以下の通りである。
| 丁目       | 世帯数    | 人口    |
| ---------- | --------- | ------- |
| 津守一丁目 | 426世帯   | 663人   |
| 津守二丁目 | 189世帯   | 265人   |
| 津守三丁目 | 584世帯   | 1,020人 |
| 計         | 1,199世帯 | 1,948人 |

### 人口の変遷
国勢調査による人口の推移。
| 1995年（平成7年）  | 3,761人 | [ 7 ]  |  |
| 2000年（平成12年） | 3,454人 | [ 8 ]  |  |
| 2005年（平成17年） | 2,955人 | [ 9 ]  |  |
| 2010年（平成22年） | 2,635人 | [ 10 ] |  |
| 2015年（平成27年） | 2,141人 | [ 11 ] |  |
| 2020年（令和2年）  | 1,993人 | [ 12 ] |  |

### 世帯数の変遷
国勢調査による世帯数の推移。
| 1995年（平成7年）  | 1,333世帯 | [ 7 ]  |  |
| 2000年（平成12年） | 1,451世帯 | [ 8 ]  |  |
| 2005年（平成17年） | 1,280世帯 | [ 9 ]  |  |
| 2010年（平成22年） | 1,226世帯 | [ 10 ] |  |
| 2015年（平成27年） | 1,022世帯 | [ 11 ] |  |
| 2020年（令和2年）  | 991世帯   | [ 12 ] |  |

## 北津守の世帯数と人口
2024年（令和6年）3月31日現在の世帯数と人口は以下の通りである。
| 丁目         | 世帯数    | 人口    |
| ------------ | --------- | ------- |
| 北津守一丁目 | 201世帯   | 351人   |
| 北津守二丁目 | 261世帯   | 478人   |
| 北津守三丁目 | 278世帯   | 428人   |
| 北津守四丁目 | 882世帯   | 1,471人 |
| 計           | 1,622世帯 | 2,728人 |

### 人口の変遷
国勢調査による人口の推移。
| 1995年（平成7年）  | 3,892人 | [ 7 ]  |  |
| 2000年（平成12年） | 3,743人 | [ 8 ]  |  |
| 2005年（平成17年） | 3,327人 | [ 9 ]  |  |
| 2010年（平成22年） | 2,903人 | [ 10 ] |  |
| 2015年（平成27年） | 2,406人 | [ 11 ] |  |
| 2020年（令和2年）  | 2,501人 | [ 12 ] |  |

### 世帯数の変遷
国勢調査による世帯数の推移。
| 1995年（平成7年）  | 1,534世帯 | [ 7 ]  |  |
| 2000年（平成12年） | 1,707世帯 | [ 8 ]  |  |
| 2005年（平成17年） | 1,686世帯 | [ 9 ]  |  |
| 2010年（平成22年） | 1,479世帯 | [ 10 ] |  |
| 2015年（平成27年） | 1,317世帯 | [ 11 ] |  |
| 2020年（令和2年）  | 1,374世帯 | [ 12 ] |  |

## 南津守の世帯数と人口
2024年（令和6年）3月31日現在の世帯数と人口は以下の通りである。
| 丁目         | 世帯数    | 人口    |
| ------------ | --------- | ------- |
| 南津守一丁目 | 590世帯   | 774人   |
| 南津守二丁目 | 561世帯   | 889人   |
| 南津守三丁目 | 734世帯   | 1,216人 |
| 南津守四丁目 | 842世帯   | 1,590人 |
| 南津守五丁目 | 167世帯   | 219人   |
| 南津守六丁目 | 772世帯   | 1,443人 |
| 南津守七丁目 | 1,821世帯 | 2,992人 |
| 計           | 5,487世帯 | 9,123人 |

### 人口の変遷
国勢調査による人口の推移。
| 1995年（平成7年）  | 10,812人 | [ 7 ]  |  |
| 2000年（平成12年） | 10,654人 | [ 8 ]  |  |
| 2005年（平成17年） | 10,018人 | [ 9 ]  |  |
| 2010年（平成22年） | 10,361人 | [ 10 ] |  |
| 2015年（平成27年） | 9,553人  | [ 11 ] |  |
| 2020年（令和2年）  | 9,179人  | [ 12 ] |  |

### 世帯数の変遷
国勢調査による世帯数の推移。
| 1995年（平成7年）  | 4,184世帯 | [ 7 ]  |  |
| 2000年（平成12年） | 4,245世帯 | [ 8 ]  |  |
| 2005年（平成17年） | 4,380世帯 | [ 9 ]  |  |
| 2010年（平成22年） | 4,808世帯 | [ 10 ] |  |
| 2015年（平成27年） | 4,506世帯 | [ 11 ] |  |
| 2020年（令和2年）  | 4,440世帯 | [ 12 ] |  |

## 学区
市立小・中学校に通う場合、学区は以下の通りとなる。なお、小学校・中学校入学時に学校選択制度を導入しており、通学区域以外に西成区にある以下の通学区域に隣接する校区にある小学校、西成区内にある中学校から選択することも可能。
| 丁目         | 番                                    | 小学校                 | 中学校               |
| ------------ | ------------------------------------- | ---------------------- | -------------------- |
| 津守一丁目   | 13番125〜134号                        | 大阪市立北津守小学校   | 大阪市立鶴見橋中学校 |
| 津守一丁目   | その他                                | 大阪市立梅南津守小学校 | 大阪市立梅南中学校   |
| 津守二丁目   | 全域                                  | 大阪市立梅南津守小学校 | 大阪市立梅南中学校   |
| 津守三丁目   | 全域                                  | 大阪市立梅南津守小学校 | 大阪市立梅南中学校   |
| 北津守一丁目 | 全域                                  | 大阪市立北津守小学校   | 大阪市立鶴見橋中学校 |
| 北津守二丁目 | 全域                                  | 大阪市立北津守小学校   | 大阪市立鶴見橋中学校 |
| 北津守三丁目 | 全域                                  | 大阪市立北津守小学校   | 大阪市立鶴見橋中学校 |
| 北津守四丁目 | 1〜2番 4番1〜21号 4番34〜80号 5〜15番 | 大阪市立北津守小学校   | 大阪市立鶴見橋中学校 |
| 北津守四丁目 | 4番33号                               | 大阪市立梅南津守小学校 | 大阪市立梅南中学校   |
| 南津守一丁目 | 全域                                  | 大阪市立南津守小学校   | 大阪市立玉出中学校   |
| 南津守二丁目 | 全域                                  | 大阪市立南津守小学校   | 大阪市立玉出中学校   |
| 南津守三丁目 | 全域                                  | 大阪市立南津守小学校   | 大阪市立玉出中学校   |
| 南津守四丁目 | 全域                                  | 大阪市立南津守小学校   | 大阪市立玉出中学校   |
| 南津守五丁目 | 全域                                  | 大阪市立南津守小学校   | 大阪市立玉出中学校   |
| 南津守六丁目 | 全域                                  | 大阪市立南津守小学校   | 大阪市立玉出中学校   |
| 南津守七丁目 | 全域                                  | 大阪市立南津守小学校   | 大阪市立玉出中学校   |

## 事業所
2021年（令和3年）現在の経済センサス調査による事業所数と従業員数は以下の通りである。

### 津守
| 丁目       | 事業所数  | 従業員数 |
| ---------- | --------- | -------- |
| 津守一丁目 | 40事業所  | 341人    |
| 津守二丁目 | 26事業所  | 439人    |
| 津守三丁目 | 86事業所  | 1,039人  |
| 計         | 152事業所 | 1,819人  |

### 北津守
| 丁目         | 事業所数  | 従業員数 |
| ------------ | --------- | -------- |
| 北津守一丁目 | 12事業所  | 95人     |
| 北津守二丁目 | 16事業所  | 694人    |
| 北津守三丁目 | 34事業所  | 474人    |
| 北津守四丁目 | 46事業所  | 503人    |
| 計           | 108事業所 | 1,766人  |

### 南津守
| 丁目         | 事業所数  | 従業員数 |
| ------------ | --------- | -------- |
| 南津守一丁目 | 27事業所  | 618人    |
| 南津守二丁目 | 39事業所  | 821人    |
| 南津守三丁目 | 60事業所  | 646人    |
| 南津守四丁目 | 60事業所  | 992人    |
| 南津守五丁目 | 165事業所 | 2,226人  |
| 南津守六丁目 | 59事業所  | 1,093人  |
| 南津守七丁目 | 89事業所  | 1,418人  |
| 計           | 499事業所 | 7,814人  |

## 交通
南北方向に大阪府道29号大阪臨海線（新なにわ筋）が走り、芦原橋方面から北加賀屋方面を結んでいる。新なにわ筋は大阪市電阪堺線（三宝線）の跡地を拡張したもので、地域内にも駅があった（1968年廃止）。
地域の東側を阪神高速15号堺線が南北方向に通り、津守出入口および玉出出入口があり、高架下には片側2車線の道路が通っている。
また東西方向には、千本松大橋および大阪府道5号大阪港八尾線（南津守交差点で新なにわ筋と合流して南に折れ、同交差点以南は新なにわ筋との重複区間となる）が大正区方面とを結んでいる。
大阪シティバスは新なにわ筋、阪神高速15号堺線高架下の道路、大阪府道5号大阪港八尾線のそれぞれに路線を持つが、いずれの路線も本数は少なく、1時間に1〜3本程度の運行になっている。
- 29号系統：造船所通 - 南津守四丁目 - 南津守 - 南津守一丁目 - 宝橋通 - 津守神社前 - 鶴見橋通 - 北津守四丁目 - 北津守
- 48号系統：玉出西一丁目 - 天津橋 - 千本中二丁目 - 千本北二丁目 - 橘三丁目 - 梅南三丁目
- 76号系統：造船所通 - 南津守四丁目 - 南津守 - 南津守二丁目

鉄道駅は南海汐見橋線の津守駅と木津川駅が域内にある。また場所によっては、以下の駅も利用可能となっている。
- Osaka Metro四つ橋線 玉出駅・北加賀屋駅
- 南海本線 天下茶屋駅
- 南海汐見橋線 西天下茶屋駅

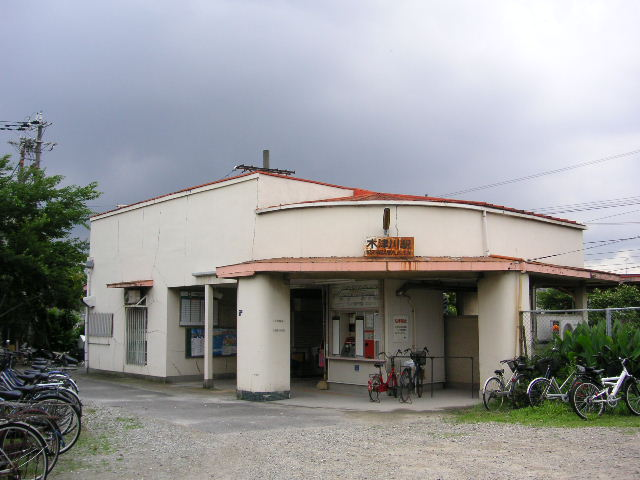
木津川駅
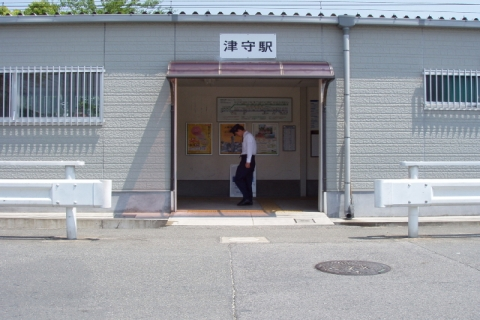
津守駅
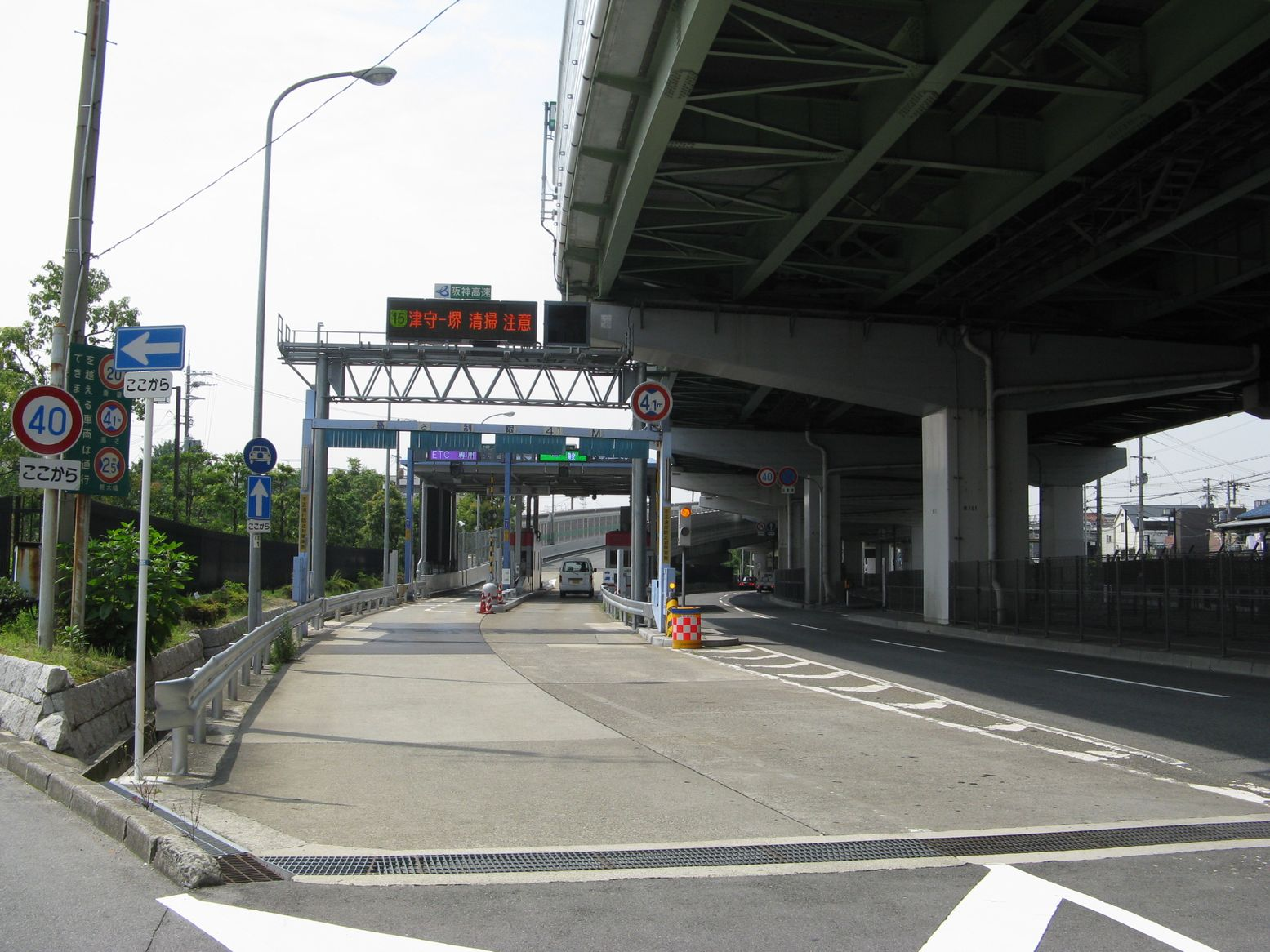
阪神高速津守出入口
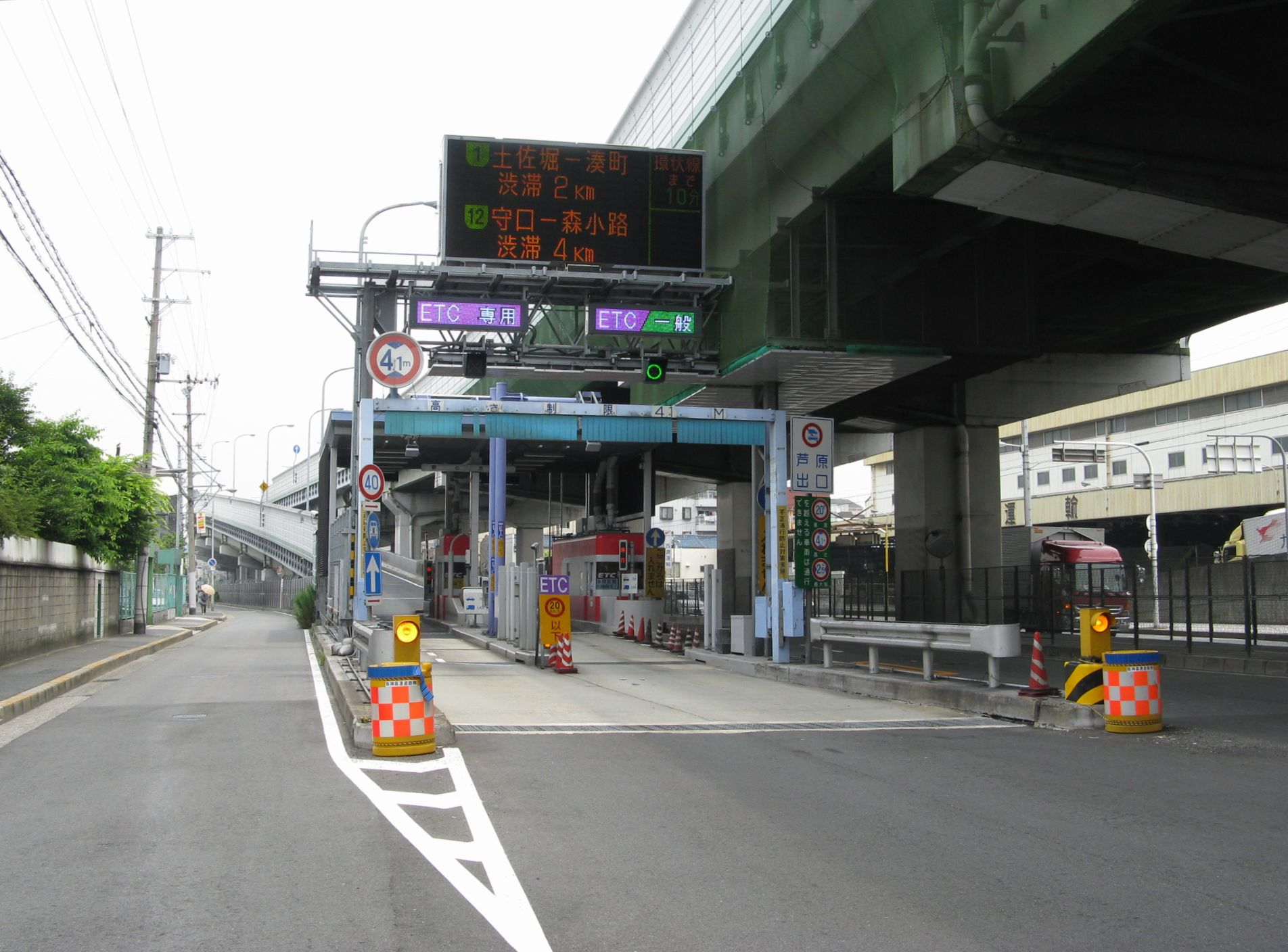
阪神高速玉出出入口

## 主な施設
交通

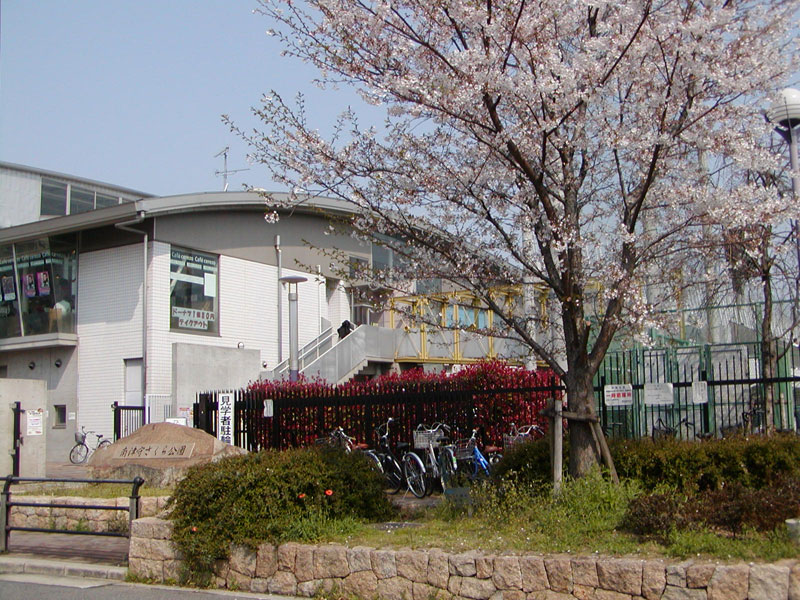
南津守さくら公園
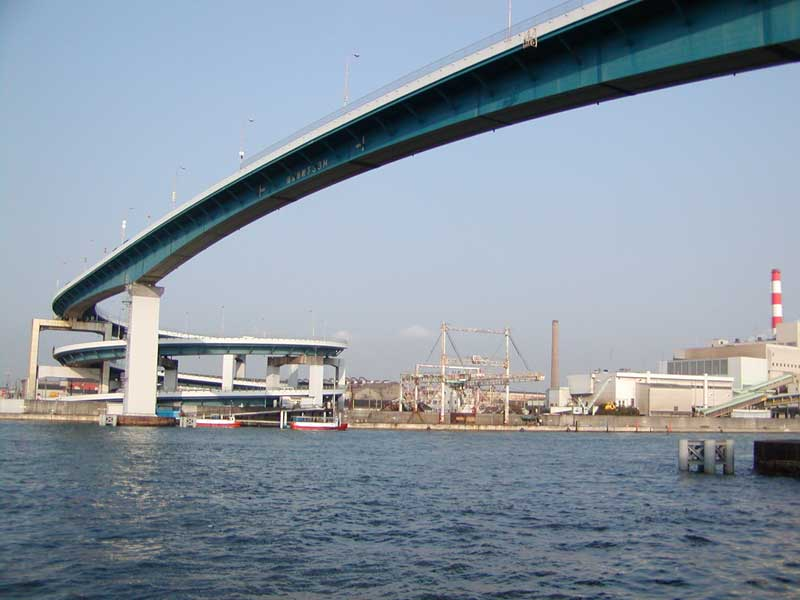
大阪市の公営渡船 - 落合上・落合下・千本松
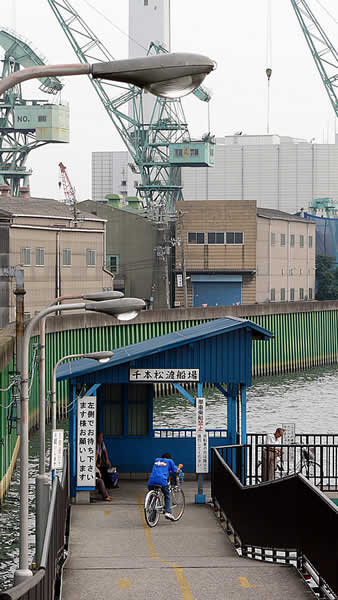
千本松大橋
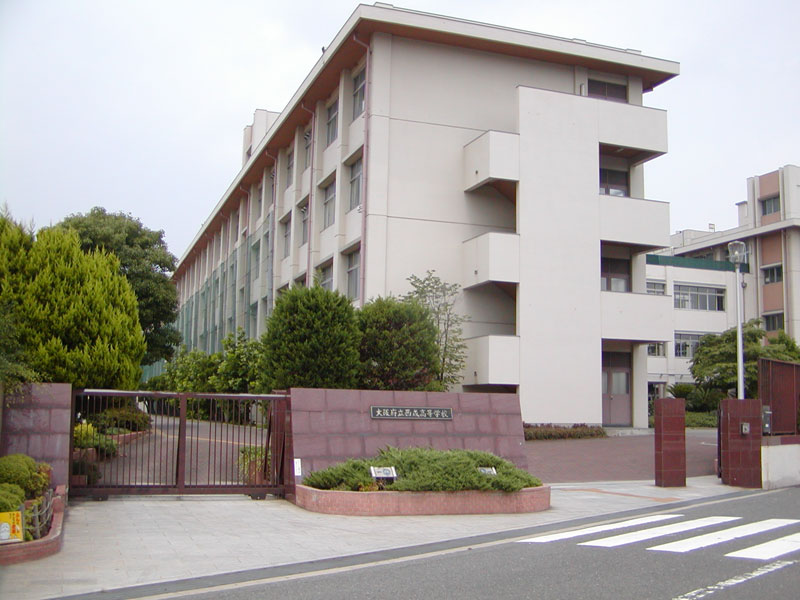
大阪府立西成高等学校

教育
- 南大阪看護専門学校
- 大阪府立西成高等学校
- 大阪市立北津守小学校
- 大阪市立南津守小学校
- 津守保育所
- ひかり学園

医療・福祉
- 津守病院
- 山本第三病院
- 橋村会南津守医院
- 総合就労支援福祉施設にしなりwing

社寺・公園
- 津守神社
- 西成公園
- 南津守さくら公園
- 南津守中央公園

商業施設
- ホームセンターHome's南津守店
  - しまむらホームズ南津守店
  - 三杉屋ホームズ南津守店
- 南津守ショッピングプラザ
  - ホームセンターコーナン南津守店
  - ライフ南津守店
- ジョーシン南津守店
  - コーナンPRO南津守店
- ジャパン津守店
- 業務スーパー南津守店
- 津守商店街
- 西松屋津守店
- やまや南津守店
- くら寿司北津守店
- かっぱ寿司南津守店

その他
- 津守下水処理場・津守下水センター
- ナニワ企業団地 - 南津守5丁目

- 南津守さくら公園
- 千本松大橋
- 千本松渡船場
- 大阪府立西成高等学校

## その他

### 日本郵便
- 集配担当する郵便局と郵便番号は以下の通りである[18]。

| 町丁   | 郵便番号 | 郵便局     |
| ------ | -------- | ---------- |
| 津守   | 557-0062 | 西成郵便局 |
| 北津守 | 557-0061 | 西成郵便局 |
| 南津守 | 557-0063 | 西成郵便局 |